# Casa de Thomas T. Gaff
La casa de Thomas T. Gaff (en inglés Thomas T. Gaff House) es la residencia del embajador colombiano en los Estados Unidos, puesto ocupado por Daniel García Peña Jaramillo. La casa, parte del Distrito Histórico de Dupont Circle, se encuentra sobre el 1520 de la calle 20 (20th Street) Northwest, Washington D. C., atravesando el acceso norte de la Estación Dupont Circle del Metro de Washington y a un bloque de la avenida Massachusetts, donde se encuentra el Embassy Row. A lo largo de su historia la casa ha pertenecido a un rico industrial de Ohio, un senador, un miembro del gabinete presidencial, un embajador griego y un expresidente de Colombia. El estilo arquitectónico de la casa se inspira en el Château Balleroy, en Normandía (Francia) e incluye entre sus características un oculto salón de baile y una mezcla de diseños de los siglos XVIII y XIX en su interior.

## Historia
Thomas T. Gaff fue un rico hombre de negocios que hizo su fortuna con la destilería y maquinaria pesada en Cincinnati; la casa de su infancia, Hillforest, en Aurora (Indiana) es un Lugar Nacional de Interés Histórico. Gaff fue nombrado parte de la comisión de construcción del canal de Panamá por el entonces secretario de guerra de los Estados Unidos, William Howard Taft, así que junto a su esposa Zaidee se trasladó a Washington D. C. Los Gaff escogieron como arquitecto al neoyorquino Bruce Price para que trabajara junto al arquitecto y constructor local Jules Henri de Sibour con el fin de que diseñaran su casa en la esquina de las calles 20 y Q al noroeste. De Sibour fue un prominente arquitecto de grandes casas de la ciudad, incluyendo la casa de Clarence Moore, el edificio Andrew Mellon y la residencia de los embajadores de Portugal, Francia y Luxemburgo. La construcción de la casa de los Gaff se realizó entre 1904 y 1905.
La casa de los Gaff fue conocida por la alta sociedad de la ciudad, pues se realizaron allí fiestas de te y otros eventos mencionados en The New York Times. De 1924 a 1925 la casa perteneció a Peter G. Gerry, senador por Rhode Island. Después de que Gerry se fue a un nuevo hogar, la casa fue alquilada por Dwight Davis, secretario de guerra de Calvin Coolidge y fundador de la copa Davis. El gobierno de la República Helénica alquiló la casa en 1929 para ser utilizada como embajada, y en 1944 fue vendida a Colombia por Carey D. Langhorne, la hija de Gaff. Desde entonces, la casa ha sido utilizada como la residencia oficial del embajador colombiano en los Estados Unidos. Las oficinas de la misión diplomática, en cambio, se encuentran unos bloques hacia el norte, en Kalorama. De entre los más importantes residentes que la casa ha tenido desde su utilización como residencia del embajador se encuentra Andrés Pastrana Arango. En 2008 la casa era valorada en US$7.904.050.

## Arquitectura

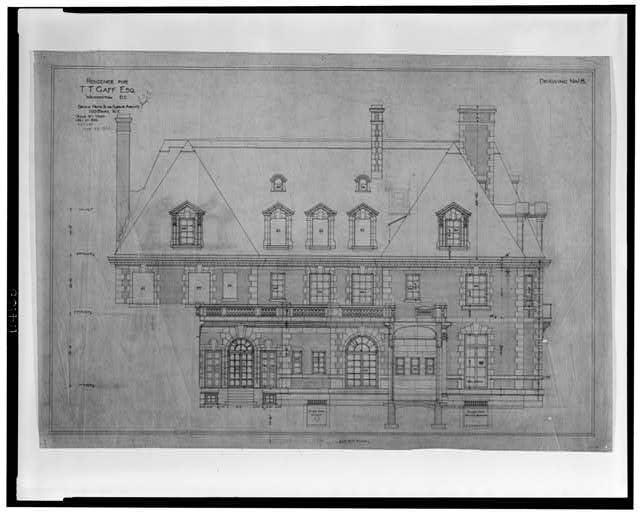
Dibujo de los diseños realizados por de Sibour.

El exterior de la casa de Thomas T. Gaff es de estilo Châteauesque (basado en la imitación de los castillos o château franceses) del siglo XVII, aunque solo dos de las habitaciones siguen el estilo francés. Las instrucciones dadas por Gaff a los arquitectos incluían un sistema de aire caliente para secar la ropa húmeda, una trampa para el nevero artificial con el fin de que las entregas pudiesen hacerse desde la calle y un corcho de aislamiento para su bodega de vinos. El interior presenta una mezcla de diseños de los siglos XVII y XVIII, y tanto el interior como la sala principal están recubiertos de paneles isabelinos de madera, y un aparador usado originalmente en un monasterio italiano. La recepción, que se modificó como un gran salón, tiene una escalera barroca de madera, y las paredes están cubiertas con paneles al estilo de Luis XIII. El salón, del siglo XVIII, está trazado utilizando sencillas líneas geométricas.
En la sala de estar, una pared movible de madera revela un salón de baile eduardiano con techo de madera y yesería ornamental. La madera del techo fue descubierta haciendo trabajos de reparación; y una cúpula con una linterna de cristal adorna el techo del centro del salón. Este salón es empleado en bailes de caridad, cenas formales, galería y salón de conciertos.
Si bien originalmente existieron 220 dibujos del diseño de la casa realizados por de Sibour, hoy solo hay 20 de ellos.